# Chico Anysio
Francisco Anysio de Oliveira Paula Filho, noto come Chico Anysio (Maranguape, 12 aprile 1931 – Rio de Janeiro, 23 marzo 2012), è stato un attore, showman e umorista brasiliano.
È stato anche un ottimo pittore e scrittore. Coi presentatori Chacrinha, Jo Soares, Luiz Queiroga e Silvio Santos, è considerato uno dei nomi più conosciuti della televisione brasiliana.

## Biografia
Nato a Maranguape, Stato del Ceará, il 12 aprile 1931, si trasferì con la famiglia a Rio de Janeiro nel 1937. La sua carriera artistica iniziò nella capitale carioca a Rádio Guanabara, negli anni cinquanta.
Oltre a scrivere ed interpretare i suoi testi in Radio, TV e cinema, Chico Anysio, sempre col suo humor fine si lanciò  nel giornalismo sportivo, in teatro, nella letteratura e nella pittura; inoltre scrisse i testi di molte canzoni.
Dal 1968 fu legato con un contratto alla Rede Globo. Nel 1996, oltre a partecipare al film Tieta do Brasil, subì un incidente automobilistico che gli causò la frattura della mandibola, compromettendo in parte l'attività artistica.
Riprese a lavorare nel terzo millennio: nel 2005 fece diverse apparizioni al programma Sítio do Picapau Amarelo, dove interpretava il 'Dr. Saraiva': prese poi parte alla telenovela Sinhá Moça sempre per la Rede Globo.
È scomparso nel 2012 all'età di 80 anni.

## Vita privata

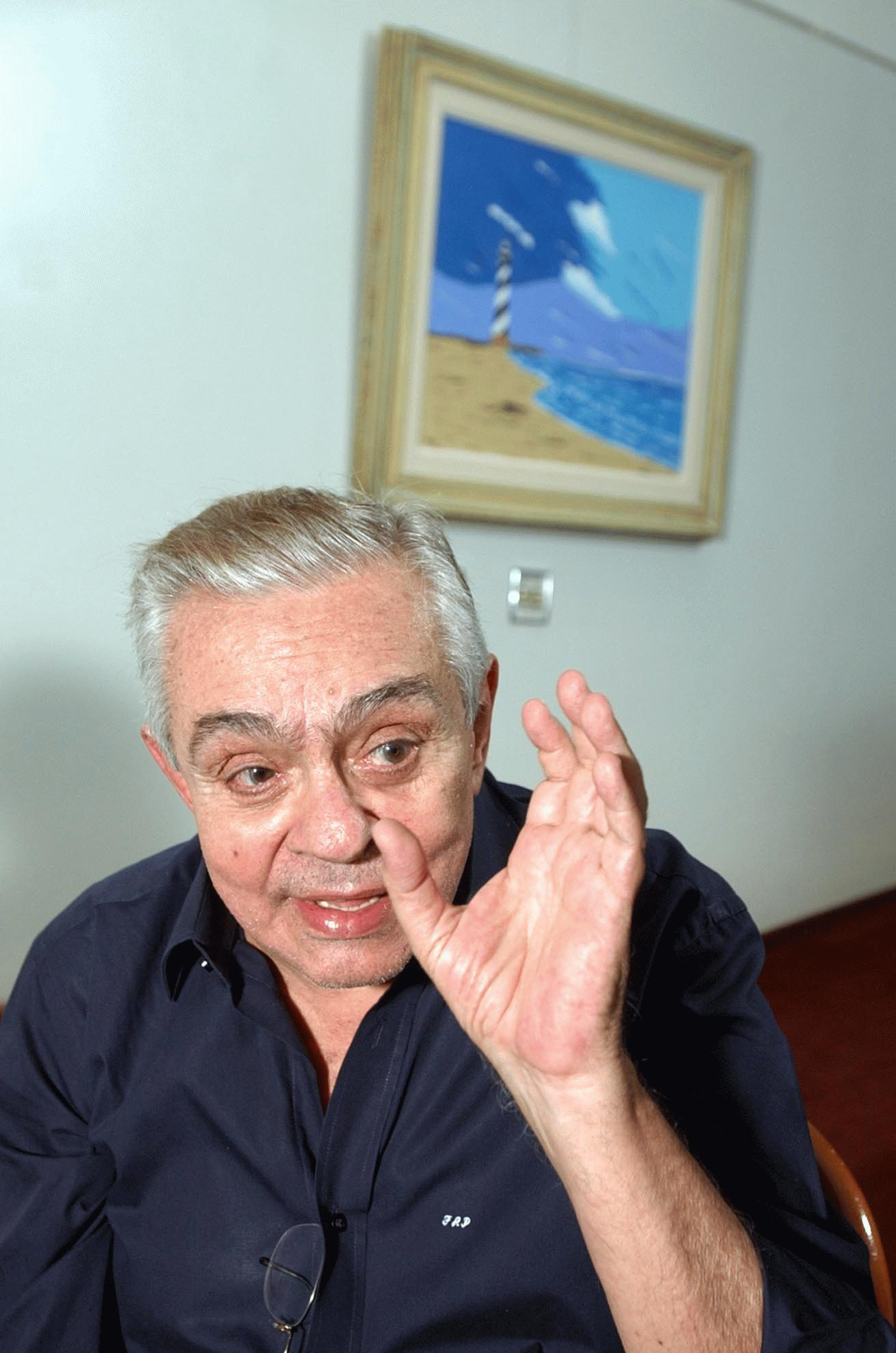
Chico Anysio - 2003

La famiglia di Chico Anysio è una famiglia di artisti; è padre di diversi figli:
- dell'attore Lug de Paula (che ha interpretato Seu Boneco in Escolinha do Professor Raimundo, nato dal matrimonio con l'attrice Nancy Wanderley;
- dell'attore e doppiatore Nizo Neto che ha interpretato Seu Ptolomeu in Escolinha do Professor Raimundo[2] e del tecnico d'immagine Rico Rondelli, dall'unione con l'attrice e vedette Rose Rondelli;[3]
- di André Lucas, adottivo;
- del DJ Cícero Chaves, nato dalla relazione con Regina Chaves;
- dell'attore e scrittore Bruno Mazzeo, nato dal matrimonio con l'ex modella e attrice Alcione Mazzeo.
- Ha avuto altri due figli, Rodrigo e Vitória, con l'ex ministro Zélia Cardoso de Mello.
- È fratello dell'attrice Lupe Gigliotti, del regista Zelito Viana e dell'industriale, compositore ed ex-produttore radiofonico Elano de Paula.
- È zio dell'attore Marcos Palmeira, dell'attrice Cininha de Paula e prozio dell'attrice Maria Maya.
- La sua ultima moglie era l'impresaria Malga Di Paula.[4]

## Carriera

### Televisione
- Chico City (1973-1980)
- Chico Anysio Show (1982-1990)
- Que Rei Sou Eu? (1989)
- Escolinha do Professor Raimundo (1990-2002)
- Estados Anysios de Chico City (1991)
- Chico Total (1995)
- Engraçadinha, Seus Amores e Seus Pecados (1995)
- Zorra Total (1999)
- Terra nostra (1999)
- O Belo e as Feras (1999)
- Brava Gente (2002)
- A Diarista (2004)
- Sítio do Pica-Pau Amarelo (2005)
- Sinhá Moça (2006)
- Pé na Jaca (2007)
- Cilada (2008)
- Guerra e Paz (2008)
- Caminho das Índias (2009)
- Chico e Amigos (2009)
- Zorra Total (2009-2010)

### Cinema
- Tieta do Brasil (Tieta do Agreste), regia di Carlos Diegues (1996)
- Se Eu Fosse Você 2 (2009)
- Altas Aventuras - doppiaggio di Carl Fredricksen (2009)
- Uma Professora Muito Maluquinha (2010)